# Angoisse
Angoisse (okzitanisch: Engoissa) ist eine französische Gemeinde mit 595 Einwohnern (Stand: 1. Januar 2022) im Département Dordogne in der Region Nouvelle-Aquitaine. Sie gehört zum Arrondissement Nontron und zum Kanton Isle-Loue-Auvézère. Zuständiger Gemeindeverband ist die Communauté de communes Isle-Loue-Auvézère en Périgord. Die Einwohner werden Angoissais bzw. Angoissaises genannt.

## Etymologie
Der Name der Gemeinde Angoisse leitet sich vom Okzitanischen engoissa ab – mit der Bedeutung Verengung, Schlucht. Gemeint sind hiermit wohl die Schluchten der Loue und der Haute-Loue. Das Okzitanische ging seinerseits aus dem Lateinischen angustia hervor. Die Bedeutung Pein des Französischen angoisse ist somit nicht direkt impliziert.

## Geographie

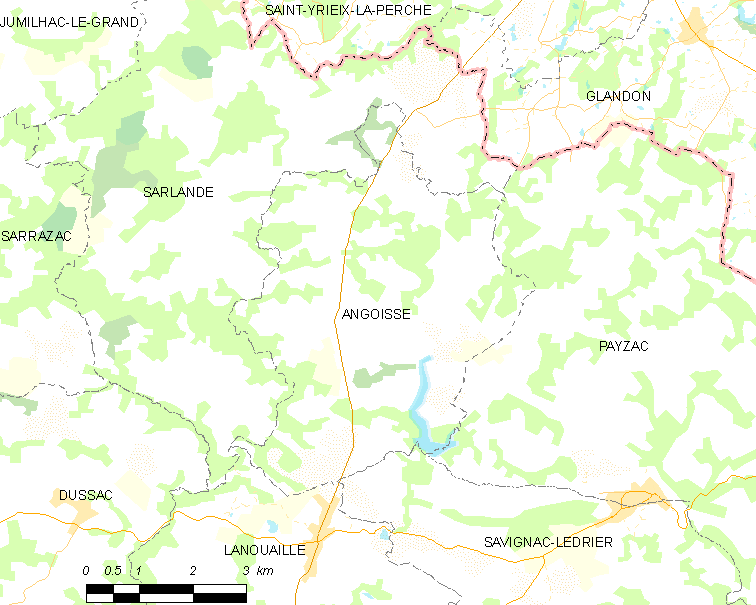
Lagekarte von Angoisse

Angoisse liegt etwa 40 Kilometer nordöstlich von Périgueux, 4 Kilometer nördlich von Lanouaille und 16 Kilometer östlich von Thiviers. Zur nächsten Kleinstadt Saint-Yrieix-la-Perche im Nordosten sind es 11 Kilometer. Umgeben wird Angoisse von folgenden Nachbargemeinden:
| Sarlande | Sarlande                                    |                  |
| Sarlande | Kompassrose, die auf Nachbargemeinden zeigt | Payzac           |
|          | Lanouaille                                  | Savignac-Lédrier |

Die Gemeinde besteht neben dem Ortskern aus folgenden Geländepunkten, Weilern, Gehöften, Schlösser und Mühlen:
Balladoux, Bas Vendeuil, Beausoleil, Bellevue, Bois de la Blaye, Bois de Rouffiaclas, Boueygeas, Bournagoux, Burgle, Carle, Chalard, Champ Bourdier, Chantalouettele, Chariaud, Château Bouché, Château de Roufiac, Chavanac, Clos Paradis, Croix de Malavaux, Festugière, Fondartigeas, Godoney,  Jarousse, Jassat, L'Échinlerie, l'Hépitalla, La Brugèrele, La Chênerie, La Grande Tour, La Grelière, La Peyrière, La Pouge, La Pouyade, La Tuilière, La Veyssière Basse, La Veyssière Haute, La Vigne, Lac de Rouffiac en Périgord, Lage, Lambertie, Las Bessouillas, Las Rivaillas, Lascaud, Le Moulin de Gabessou, Le Moulin de Pinaud, Le Petit Chatreix, Le Point du Jour, Le Pradeau, Le Pré Rigaud, Le Terrail, Le Tuquet, Les Chatignauds, Les Grands Bois, Les Noches, Les Salles, Lescurele, Maine, Malavaud, Maziaud, Moulin de la Jarousse, Moulin de Laporte, Moulin du Large, Peytignoux, Pierrebrune, Pont de la Chênerie, Puy de la Ganneles, Renardières, Rouchut, Rouffiaguet, Truffin, Vendeuil, Vergnas und Vignolas.
Der topographisch niedrigste Punkt der Gemeinde Angoisse liegt auf 239 Meter. Der höchste Punkt nimmt 364 Meter ein. Die absolute Höhendifferenz beträgt 125 Meter, die durchschnittliche Meerhöhe 302 Meter. Das Rathaus kommt auf 340 Meter zu liegen.
Die Gemeinde besitzt eine Gesamtfläche von 23,13 Quadratkilometer.

### Verkehrsanbindung
Der Ortskern von Angoisse liegt nur 500 Meter westlich der Route nationale 704, die von Limoges im Norden kommend nach Sarlat-la-Canéda im Süden führt. Durch den Ortskern selbst quert die D 80 aus Sarlande, die dann weiter nach Südosten in Richtung Payzac zieht.

### Bodenbedeckung

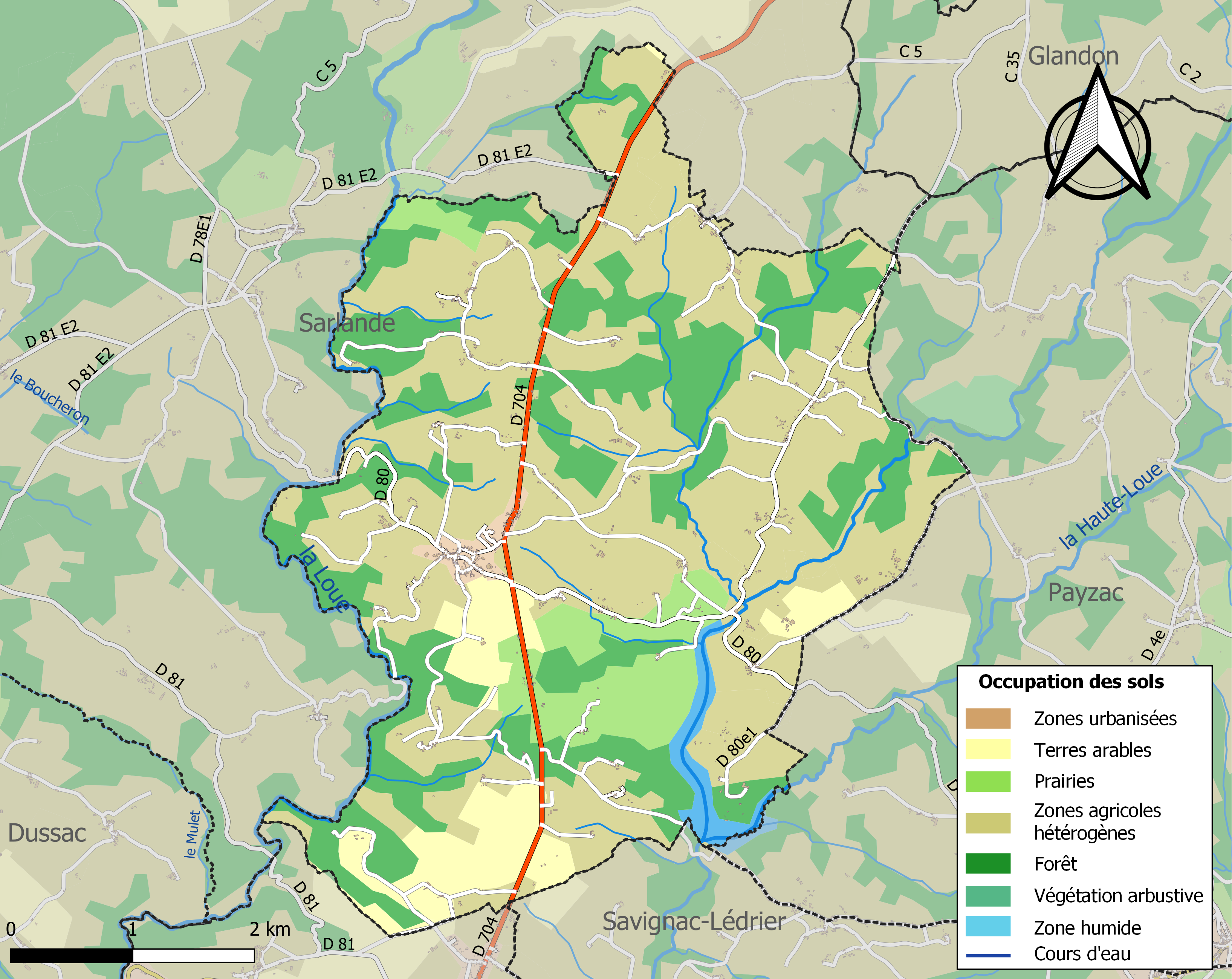
Bodenbedeckung in Angoisse

Die Bodenbedeckung der Gemeinde Angoisse schlüsselt sich im Jahr 2018 gemäß der europäischen Datenbank CORINE Land Cover (CLC) wie folgt auf:
- heterogene landwirtschaftliche Nutzung – 56,0 %
- Wälder – 26,9 %
- Wiesen – 6,8 %
- Ackerland – 4,0 %
- Kulturland – 3,7 %
- Wasserflächen – 1,5 %
- baulich beansprucht – 1,1 %.

Die landwirtschaftliche Nutzung steht eindeutig im Vordergrund. Der Anteil der landwirtschaftlichen Nutzflächen ist von 69,9 % im Jahr 1990 auf 70,5 % im Jahr 2018 leicht angestiegen.

## Klima
Das Klima in Angoisse ist gemäßigt; Regen fällt übers Jahr verteilt. Die Gemeinde besitzt ein abgeschwächtes ozeanisches Klima  mit gemäßigtem Sommer (Cfb nach Köppen und Geiger), das sich durch folgende Parameter auszeichnet:
| Klimaparameter im Zeitraum 1971–2000 |
| --- |
| - Jahresmittel: 11,6 °C - Anzahl der Tage unter −5 °C: 2,6 - Anzahl der Tage oberhalb 30 °C: 6,0 - Maximum im Tages-Temperaturunterschied: 14,9 °C - Jahresniederschlag: 1099 mm - Niederschlagstage im Januar: 13,3 - Niederschlagstage im Juli: 7,8 |

Durch den Klimawandel zeichnen sich Erhöhungen im Jahresmittel ab, die sich bereits auch bemerkbar machen. So ist beispielsweise an der 43 Kilometer entfernten Wetterstation in Brive das langjährige Jahresmittel von 12,7 °C für 1971–2000 über 12,7 °C für 1981–2010 auf 13,0 °C für 1991–2020 angestiegen – ein Zuwachs um 0,3 °C innerhalb von 20 Jahren.

## Hydrographie

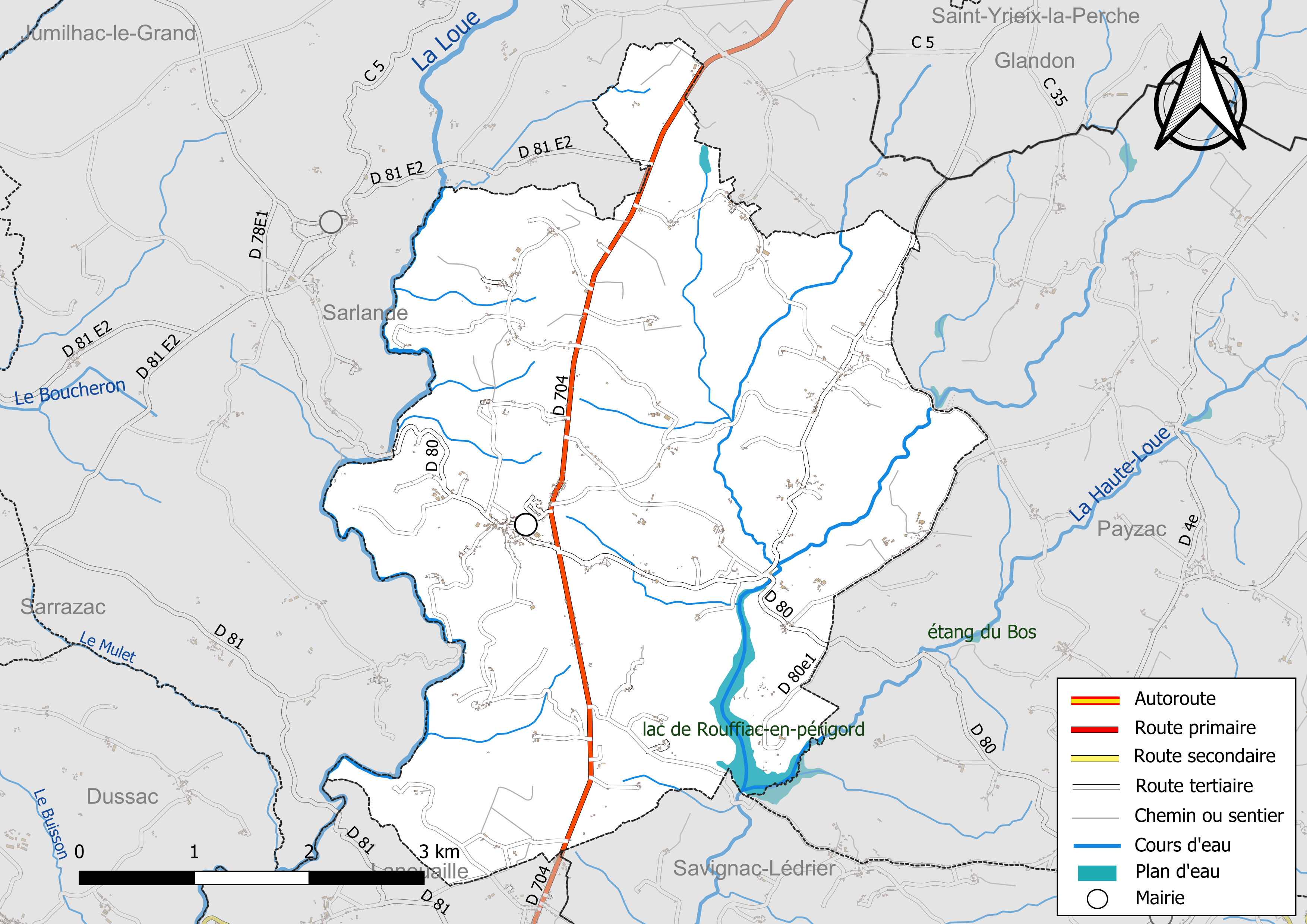
Hydrographische Karte der Gemeinde Angoisse

Hauptfluter in der Gemeinde Angoisse sind die Loue und die Ganne, die beide in Südrichtung entwässern. Die Loue hat eine Gesamtlänge von 50,87 Kilometer und entspringt in der Haute-Vienne in der Gemeinde Saint-Yrieix-la-Perche. Sie erreicht die Isle bei Coulaures als linker Nebenfluss. In der Gemeinde Angoisse bildet sie auf nahezu 8 Kilometer die Westgrenze zu Sarlande. Die Ganne ist ein rechter Nebenfluss der Haute-Loue. Ihre Mündung in die Haute-Loue befindet sich an der Südostecke zu Savignac-Lédrier. Sie wird hier zu einem Badesee aufgestaut – dem Lac de Rouffiac-en-Périgord. Die Ganne entspringt ebenfalls in der Haute-Vienne und dirigiert sich anfangs nach Südwest, ändert aber ihren Verlauf auf den letzten beiden Kilometern auf Süd. Sie durchzieht den Osten und Südosten von Angoisse auf rund 5 Kilometer.
Die genannten Flussläufe bilden Teil des Flusssystems Isle-Dronne.
Die Gesamtlänge des Entwässerungsnetzes beträgt 36 Kilometer.

## Geologie

Geologische Karte von Angoisse

Die Gemeinde Angoisse liegt vollständig auf dem metamorphen Grundgebirge des nordwestlichen Massif Central. Die Gesteine des Anstehenden gehören überwiegend zur Oberen Gneisdecke und nehmen – mit Ausnahme des Nordstreifens, aufgebaut aus Gesteinen der Unteren Gneisdecke – die nördlichen vier Fünftel des Gemeindegebietes ein. Im Süden schließt sich sodann noch die Thiviers-Payzac-Einheit an.

### Obere Gneisdecke
Die Obere Gneisdecke wird überwiegend aus plagioklashaltigen Paragneisen der Formation ζ1-2 aufgebaut. Die Paragneise enthalten als kleinere Einschlüsse Eklogite (δψ) und die aus ihnen hervorgegangenen Amphibolite. Eingeschuppt finden sich ferner zwei Epidot-führende Amphibolitzüge (δ11ep).

### Untere Gneisdecke
Zur Unteren Gneisdecke werden Leptynite (λb3-4) gerechnet, die ganz im Norden anstehen. Diese Ortholeptynite gehören zum Bogen von Sarlande (Arc de Sarlande) und sind aus ehemaligen Graniten hervorgegangen, deren Intrusionsalter mit 453 ± 8 Millionen Jahren ermittelt wurde (Oberordovizium, Sandbium). Ein großer Leptynit-Scherkörper findet sich auch innerhalb der Paragneise im Nordwesten der Oberen Gneisdecke.

### Thiviers-Payzac-Einheit
Die Thiviers-Payzac-Einheit am Südrand wird durch die Dussac-Störung in zwei ungleiche Teile aufgespalten, wobei die Südostseite wesentlich bedeutungsvoller ist als die geschleppte Südwestseite. Die Dussac-Störung ist eine sinistrale, Nordost-streichende, leicht gekrümmt verlaufende Seitenverschiebung, die an der Deckenstirn der Thiviers-Payzac-Einheit einen Versatz von 1,5 Kilometer aufweist.
Der Nordrand der Einheit wird vom Payzac-Quarzit (tfρ3Χ) gebildet. Dieser enthält im Norden einen kleinen Graphitzug (gra). Auf den Quarzit folgen im Süden die Serizitschiefer des Donzenac-Schiefers (S1-2), die aus Peliten und Areniten hervorgegangen sein dürften und auch Grauwackenlagen enthalten. Der Donzenac-Schiefer bildet eine Muldenstruktur, in die der Engastine-Mafit eingefaltet ist – Grünschiefer (S11δθ), die aus ehemaligen Doleriten und basaltischen Tuffen entstanden sind. Im Donzenac-Schiefer findet sich ganz im Süden ebenfalls ein Graphitzug.

### Lockersedimente
In den Talungen der Loue, der Haute-Loue und der Ganne mit ihren Seitenarmen haben sich rezente alluviale Sedimente (Formation K oder Fy3-z) abgesetzt.

## Naturrisiken

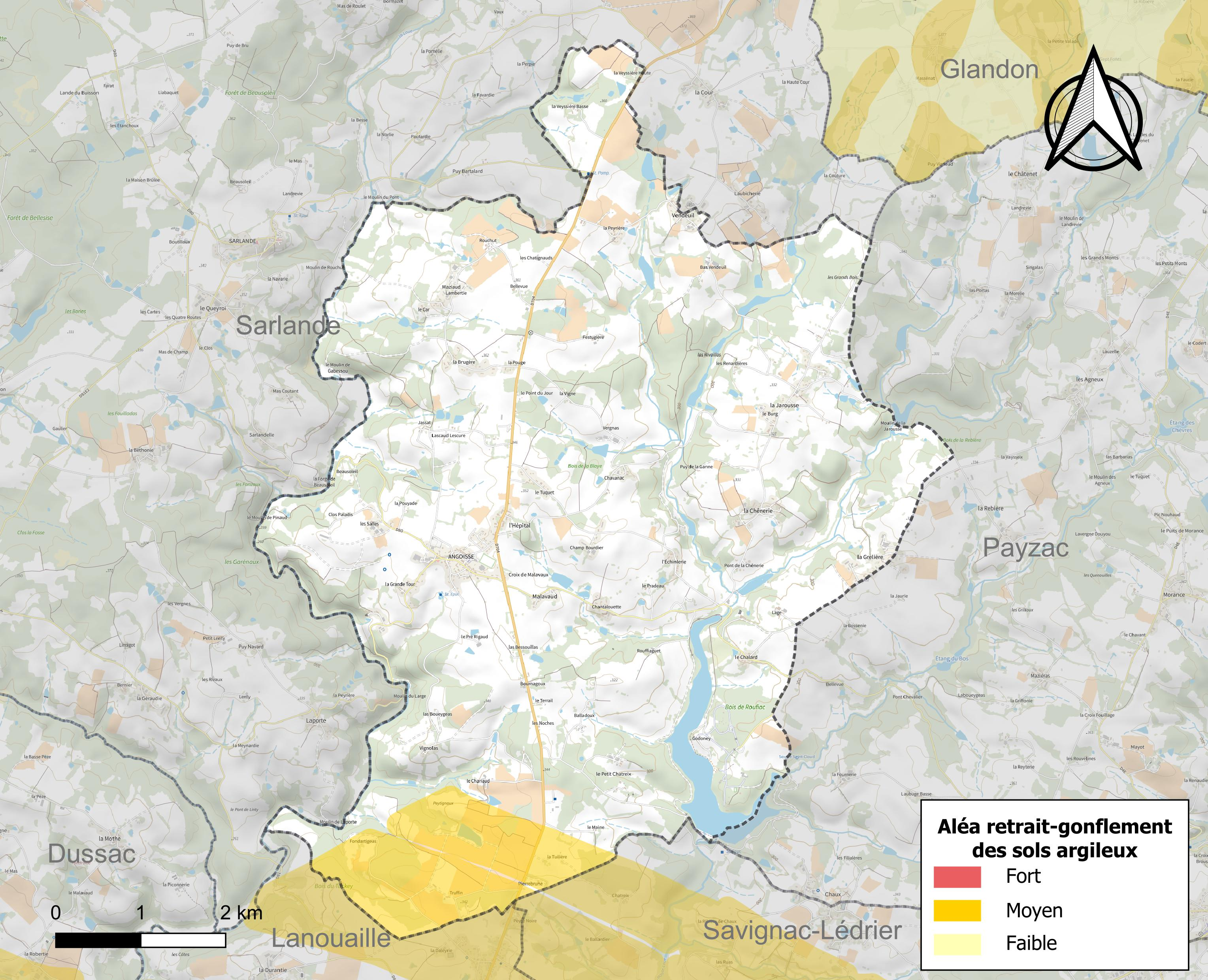
Risikokarte des Quellungs/Schrumpfungsverhältnisses von Tonmineralen in Böden für Angoisse

Naturrisiken manifestieren sich in der Gemeinde Angoisse als
- Überschwemmungen und den mit ihnen assoziierten Schlammströmen und Hangrutschungen in den Talungen der Loue, der Ganne und der Haute-Loue
- Dürren
- Stürme
- Bodensetzungen
- Radonemanationen.

In den Jahren 1982, 1993, 1997 und 1999 kam es aufgrund erhöhter Niederschläge zu größeren Bodenbewegungen und Rutschungen – insbesondere 1999 war schwer betroffen.
Ein herausragendes Wintersturmereignis war das Sturmtief Martin im Dezember 1999, das enorme Schäden an den Wäldern und auch an der Infrastruktur hinterließ. Die Zerstörungen in den Wäldern sind selbst im Jahr 2022 noch zu erkennen.
Wie die Risikokarte zeigt, ist Angoisse von der Gefahr durch Bodensetzungen nur marginal betroffen – von mittlerer Intensität im Bereich der Thiviers-Payzac-Einheit im Süden.
Die Erdbebengefahr ist als relativ niedrig einzustufen, am Westrand des Massif Central sind recht seltene Beben der Stärke 3 auf der Richterskala bekannt.
Eine Radongefahr (Zone 3 mit signifikativem Radonpotential) besteht im Inneren von Gebäuden und geschlossenen Räumen.

## Ökologie

### Schutzgebiet des Typus 1
In der Gemeinde Angoisse bilden die waldreichen Talungen der Loue und der Ganne zusammen mit den Randzonen des Badesees Lac de Rouffiac-en-Périgord ein Schutzgebiet des Typus 1 (Französisch ZNIEFF = zone naturel d'interêt faunistique et floristique).

## Geschichte
Ältestes Bauwerk in der Gemeinde Angoisse ist die romanische und gotische Ortskirche Saint-Martin. Das Schloss Château Bouché geht bis ins 14. Jahrhundert zurück, das Schloss Château de Rouffiac bis ins 15. Jahrhundert. Schriftlich wird die Gemeinde in einem Kirchenregister erstmals im 13. Jahrhundert als Engoischa erwähnt. Im Mittelalter gehörte sie zum Johanniterorden und hieß dementsprechend im 16. Jahrhundert Hospital d'Angouisse.

## Bevölkerungsentwicklung
| Jahr | Einwohner |  |
| 1962 | 871       |  |
| 1968 | 834       |  |
| 1975 | 721       |  |
| 1982 | 619       |  |
| 1990 | 559       |  |
| 1999 | 572       |  |
| 2006 | 598       |  |
| 2007 | 602       |  |
| 2012 | 626       |  |
| 2017 | 588       |  |
| 2020 | 588       |  |

Quelle: INSEE
Die Bevölkerungszahlen von Angoisse waren von 1962 bis 1990 generell rückläufig, erholten sich aber bis 2012 wieder, um dann erneut abzufallen.
Im Jahr 2020 betrug die Bevölkerungsdichte 25,4 Einwohner pro Quadratkilometer.
Der Bevölkerungsrückgang im 20. Jahrhundert – Angoisse hatte im Jahr 1906 noch 1396 Einwohner – ist im Wesentlichen auf die Mechanisierung der Landwirtschaft und die Aufgabe von bäuerlichen Kleinbetrieben zurückzuführen.

## Verwaltung
Bürgermeister in Angoisse ist seit März 1989 der zur PS gehörende Joël Gadaud, ehemaliger Handwerker im Ruhestand. Er wurde im Mai 2020 wiedergewählt.

## Präsidentschaftswahlen 2022
| Kandidaten                       | Kandidaten            | Parteien                      | Parteien            | 1. Wahlgang | 1. Wahlgang | 2. Wahlgang | 2. Wahlgang |
| Kandidaten                       | Kandidaten            | Parteien                      | Parteien            | Stimmen     | %           | Stimmen     | %           |
| -------------------------------- | --------------------- | ----------------------------- | ------------------- | ----------- | ----------- | ----------- | ----------- |
|                                  | Marine Le Pen         | Front national                | FN                  | 109         | 27,59 %     | 194         | 53,30 %     |
|                                  | Emmanuel Macron       | En marche !                   | EM                  | 97          | 24,56 %     | 170         | 46,70 %     |
|                                  | Jean-Luc Mélenchon    | Front de gauche               | FDG                 | 72          | 18,23 %     |             |             |
|                                  | Éric Zemmour          | Reconquête                    |                     | 22          | 5,57 %      |             |             |
|                                  | Valérie Pécresse      | Les Républicains              | LR                  | 20          | 5,06 %      |             |             |
|                                  | Jean Lassalle         | Résistons !                   | R                   | 25          | 6,33 %      |             |             |
|                                  | Anne Hidalgo          | Parti socialiste              | PS                  | 13          | 3,29 %      |             |             |
|                                  | Fabien Roussel        | Parti communiste français     | PC                  | 17          | 4,30 %      |             |             |
|                                  | Nicolas Dupont-Aignan | Debout la République          | DLR                 | 9           | 2,28 %      |             |             |
|                                  | Yannick Jadot         | Europe Écologie-Les Verts     | EELV                | 5           | 1,27 %      |             |             |
|                                  | Nathalie Arthaud      | Lutte Ouvrière                | LO                  | 4           | 1,01 %      |             |             |
|                                  | Philippe Poutou       | Nouveau Parti anticapitaliste | NPA                 | 2           | 0,51 %      |             |             |
|                                  |                       |                               |                     |             |             |             |             |
| Gesamt                           | Gesamt                | Gesamt                        | Gesamt              | 395         | 100 %       | 364         | 100 %       |
|                                  |                       |                               |                     |             |             |             |             |
| Gültige Stimmen                  | Gültige Stimmen       | Gültige Stimmen               | Gültige Stimmen     | 395         | 96,11 %     | 364         | 88,56 %     |
| Ungültige Stimmen                | Ungültige Stimmen     | Ungültige Stimmen             | Ungültige Stimmen   | 16          | 3,89 %      | 47          | 11,44 %     |
| Wahlbeteiligung                  | Wahlbeteiligung       | Wahlbeteiligung               | Wahlbeteiligung     | 411         | 85,98 %     | 411         | 86,16 %     |
| Enthaltungen                     | Enthaltungen          | Enthaltungen                  | Enthaltungen        | 67          | 14,02 %     | 66          | 13,84 %     |
| Registrierte Wähler              | Registrierte Wähler   | Registrierte Wähler           | Registrierte Wähler | 478         |             | 477         |             |
|                                  |                       |                               |                     |             |             |             |             |
| Quelle: Ministère de l'Intérieur |                       |                               |                     |             |             |             |             |

Die Präsidentschaftswahlen 2022 in Angoisse konnte Marine Le Pen für sich entscheiden.

## Wirtschaft

### Beschäftigung
Im Jahr 2015 betrug die erwerbsfähige Bevölkerung zwischen 15 und 64 Jahren 291 Personen bzw. 46,8 % der Gesamtbevölkerung. Im Vergleich zu 2010 ist die Zahl der Arbeitslosen mit 29 gleich geblieben, die Arbeitslosenquote liegt somit jetzt bei 9,8 %.

### Unternehmen
Am 31. Dezember 2015 waren 78 Unternehmen in Angoisse ansässig, davon 31 im Sektor Handel, Transport oder Dienstleistungen, 20 in Landwirtschaft, Forsten und Fischerei, 16 im Baugewerbe, 6 in der Industrie und 5 im Sektor Verwaltung, Bildung, Gesundheit oder Soziales.

## Sehenswürdigkeiten
- Ortskirche Saint-Martin
- Schloss Château Bouché
- Schloss Château de Rouffiac aus dem 15. Jahrhundert, Umbauten aus dem 17. Jahrhundert, Monument historique
- Der aufgestaute Badesee Lac de Rouffiac-en-Périgord
- Die ovale Scheune von L'Échinlerie – Beispiel einer mittlerweile überholten Architektur.

## Photogalerie

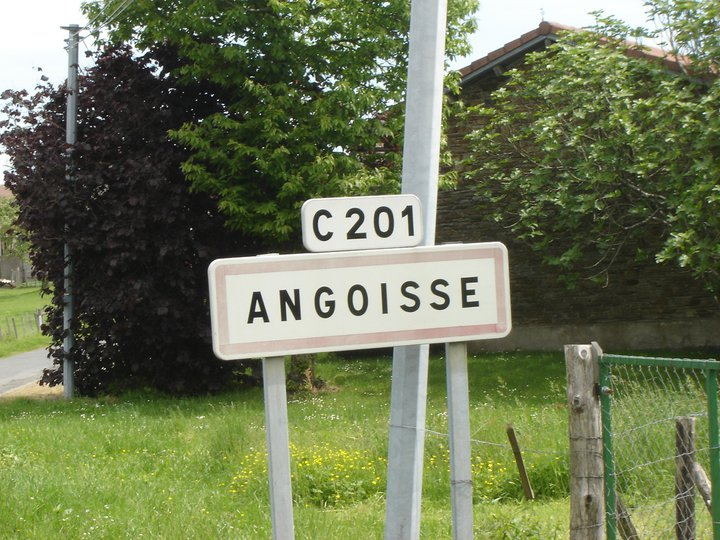
Ortsschild am Ortseingang
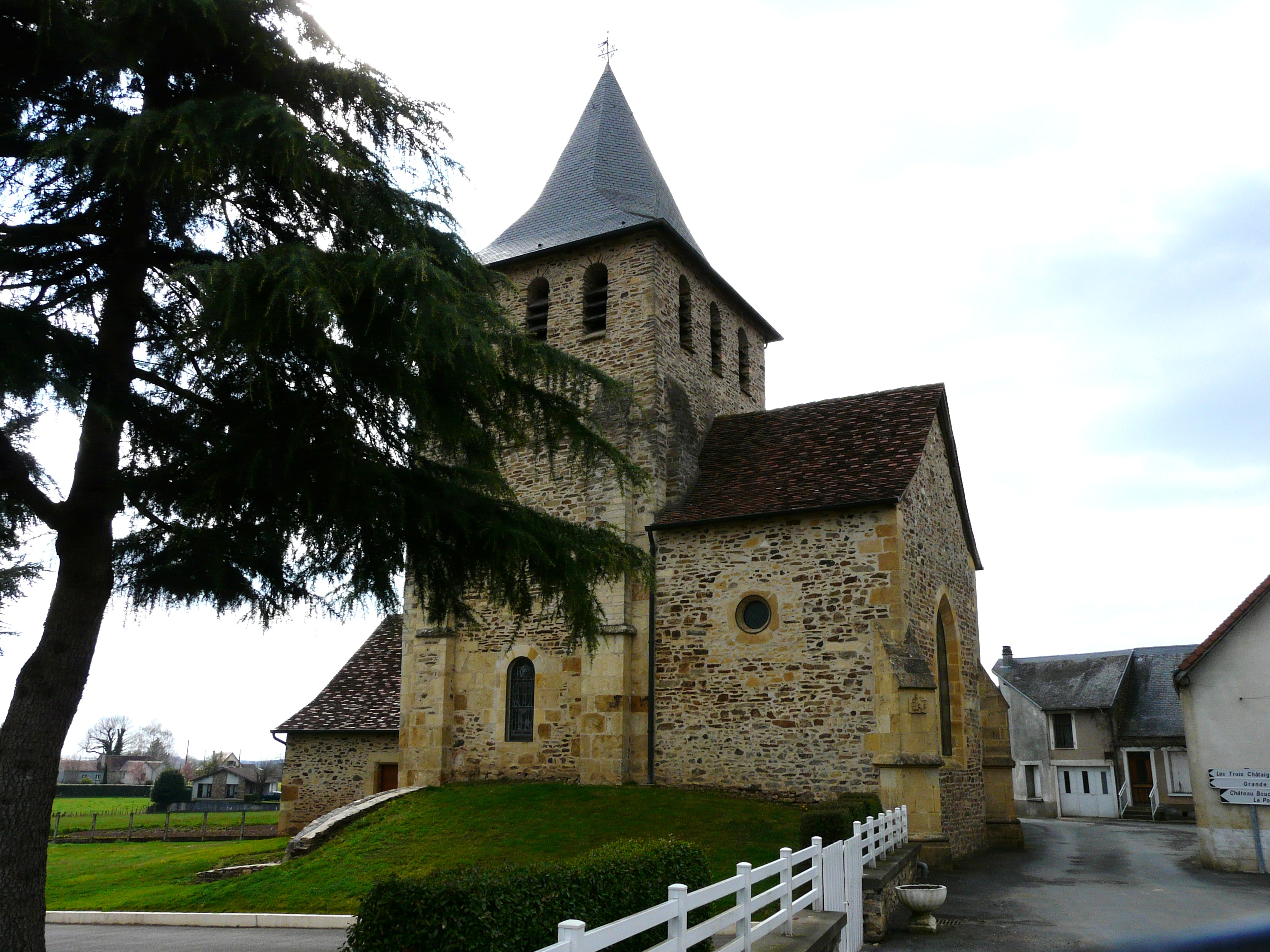
Ortskirche Saint-Martin
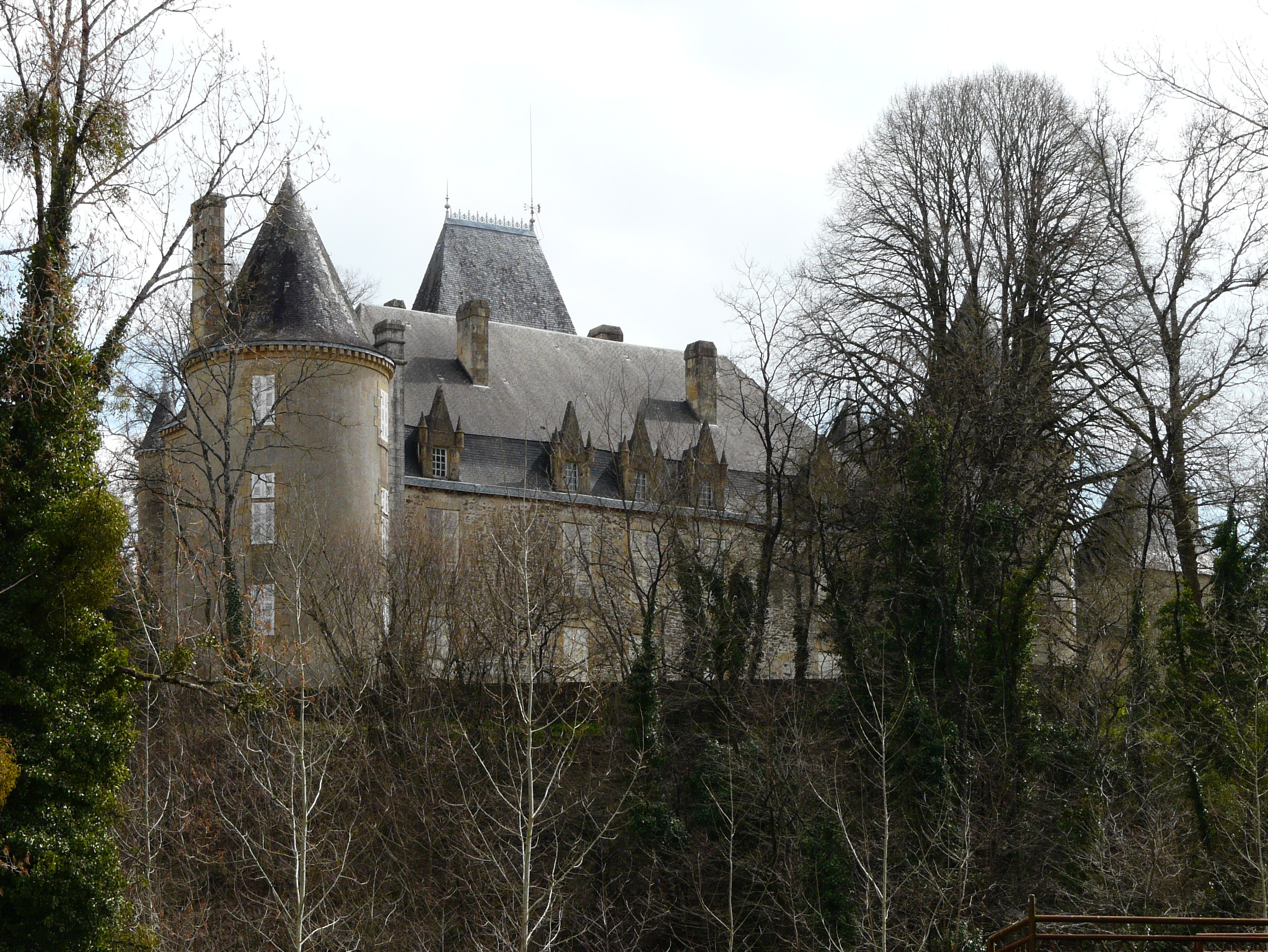
Schloss Château de Rouffiac
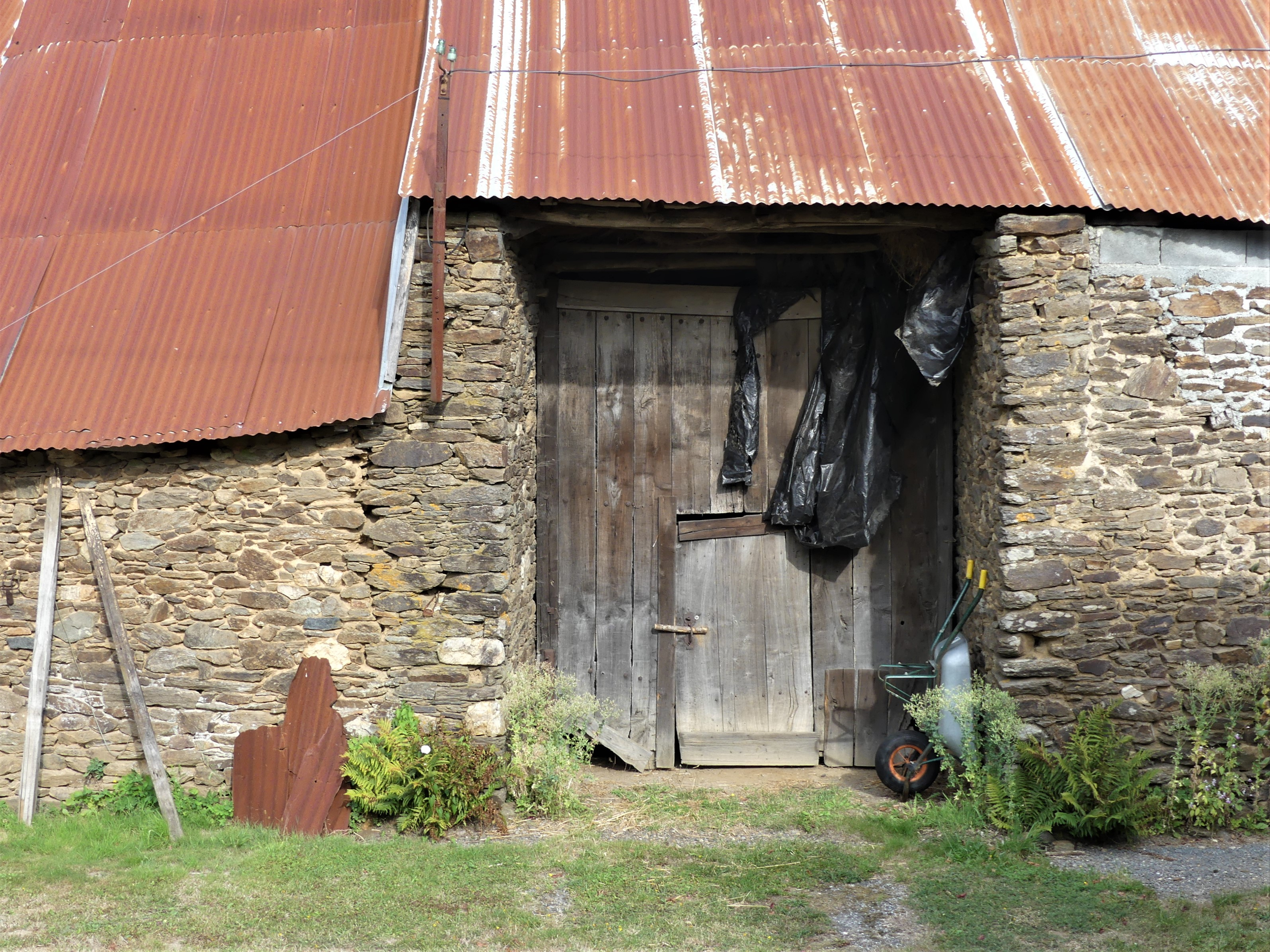
Scheunentor der ovalen Scheune in L'Échinlerie
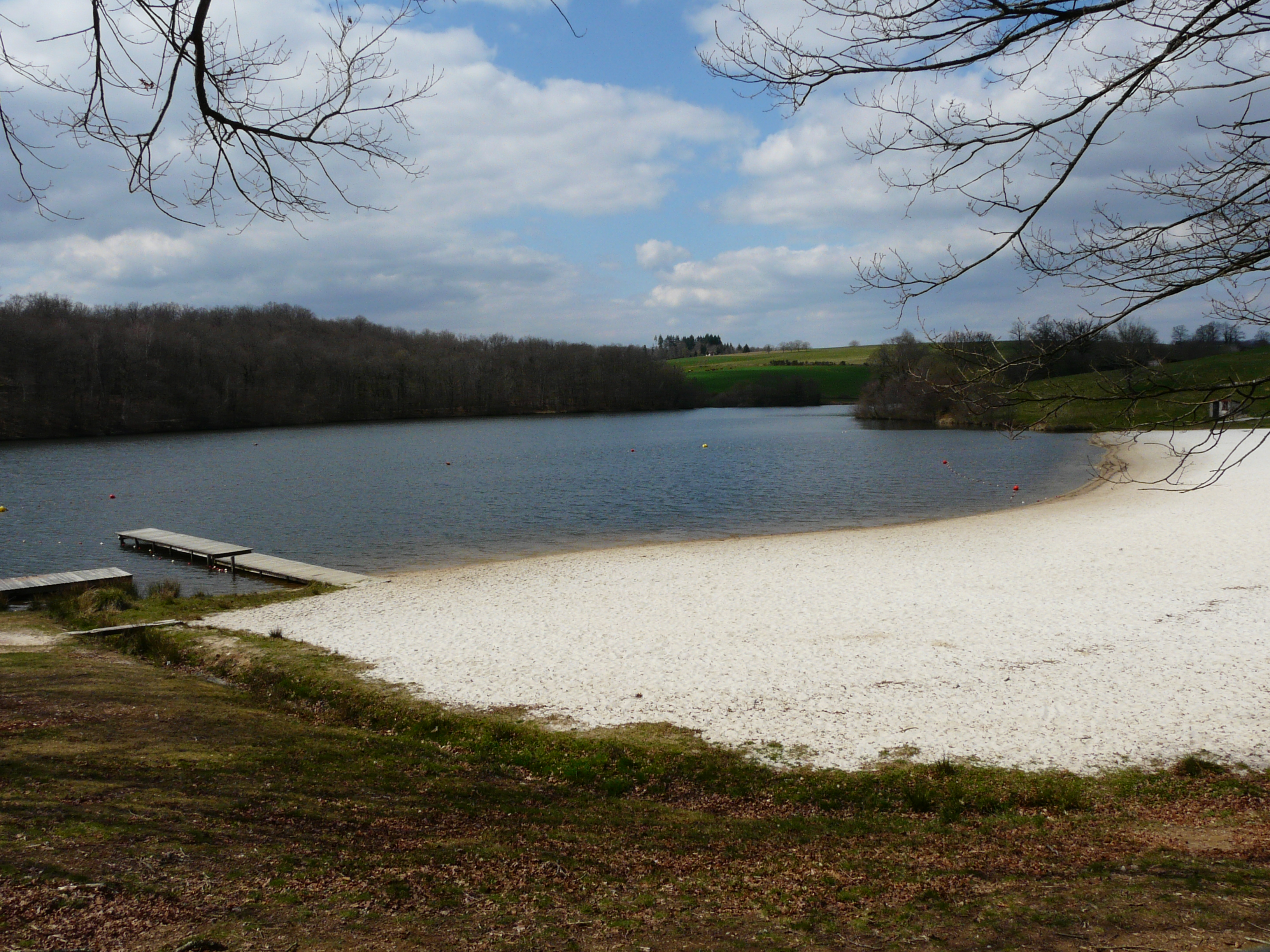
Der aufgestaute Badesee Lac de Rouffiac-en-Périgord
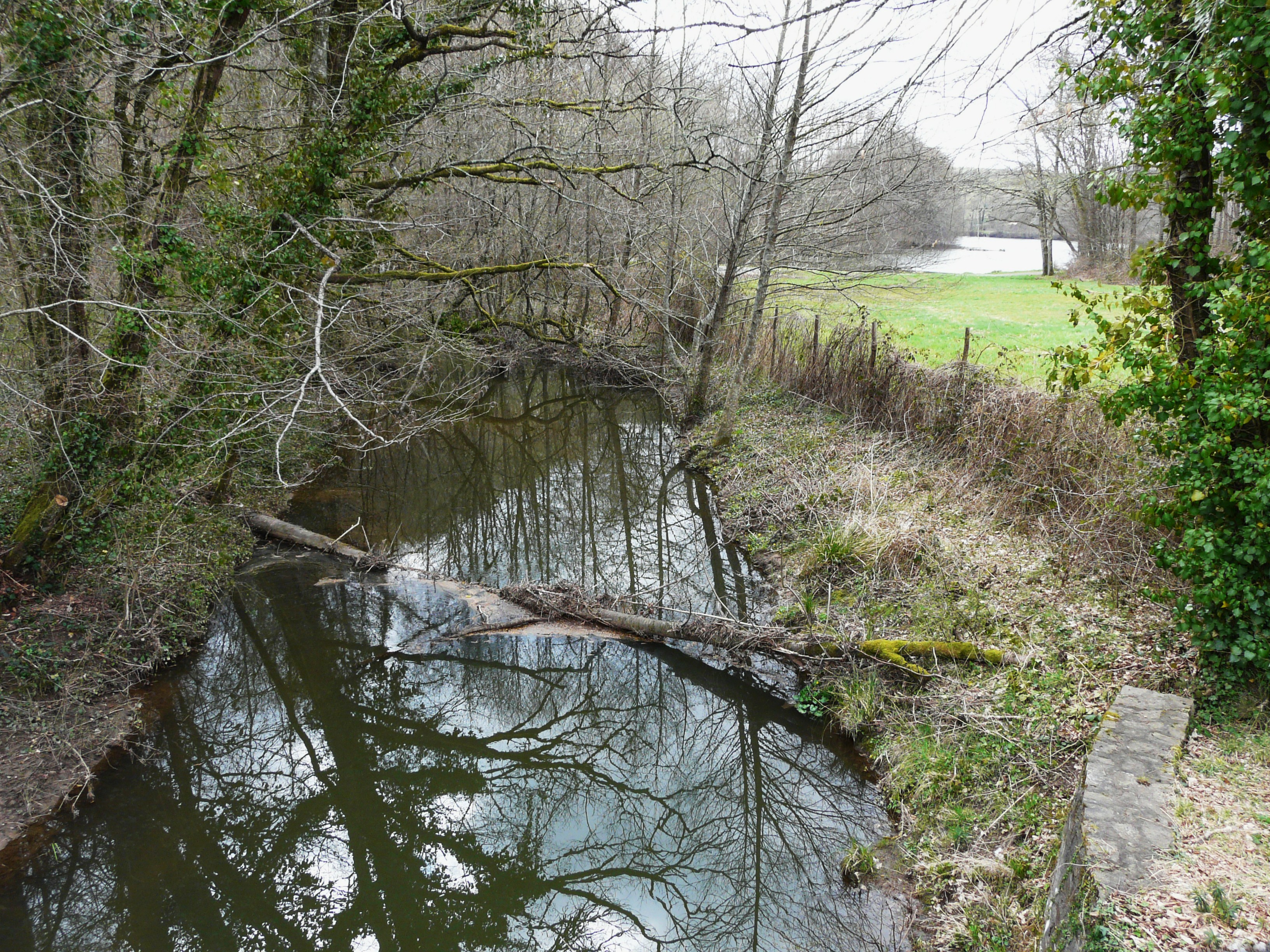
Die Ganne kurz vor der Mündung in den Lac de Rouffiac-en-Périgord
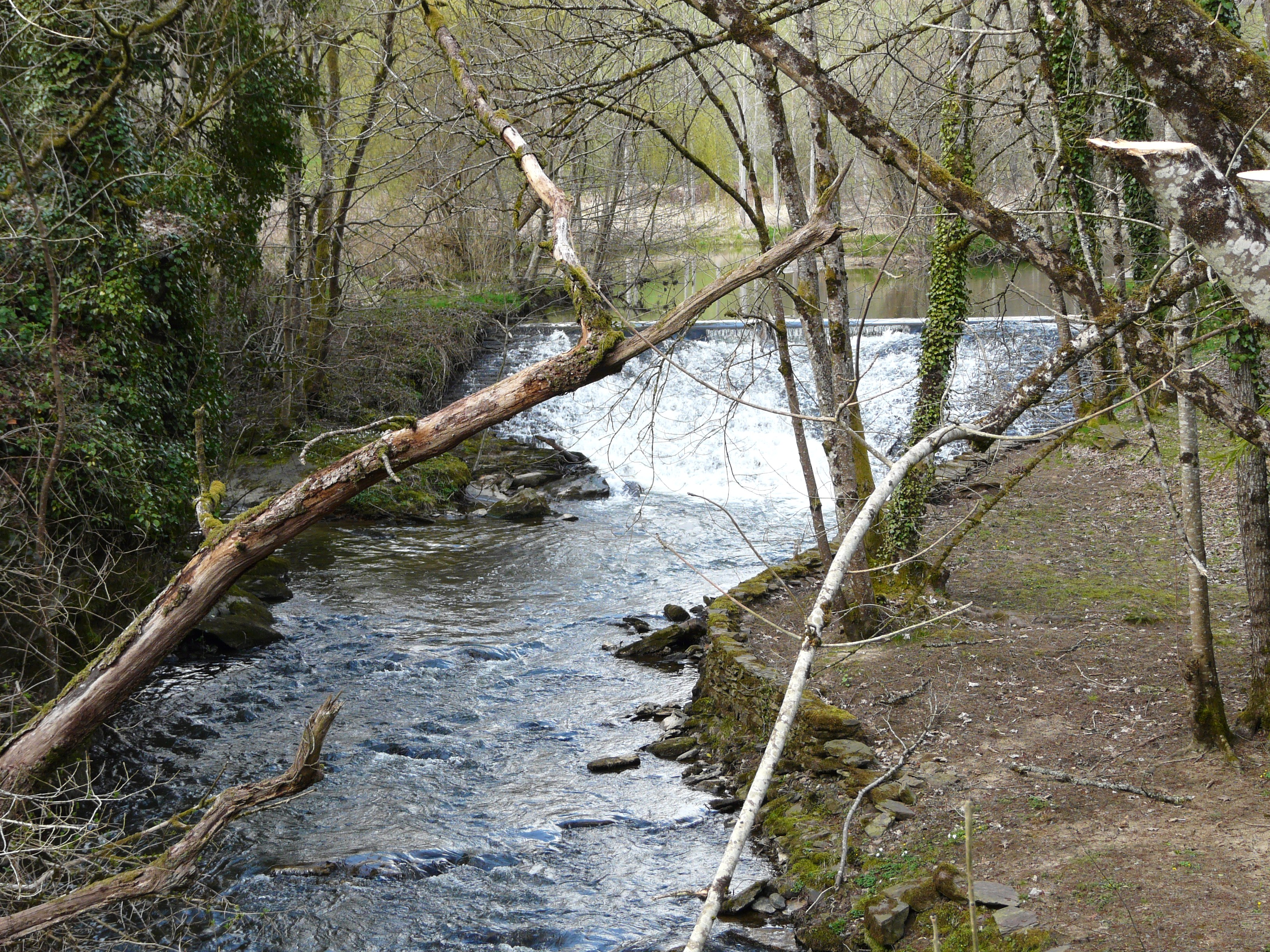
Die Loue flussaufwärts von der Schmiede bei Beausoleil